# Kisbucsa
Kisbucsa község Zala vármegyében, a Zalaegerszegi járásban.

## Fekvése
A Zalai-dombságban, ezen belül az Egerszeg–Letenyei-dombság területén fekszik, a megyeszékhely Zalaegerszegtől 12 kilométerre keletre.
A Szévíz-medence tőzegkincset rejt, melynek kitermelése jelenleg is folyik. A bányaterület vízi világában számos növény- és állatfaj honos. A homokbányában a Pannon-tenger üledékének maradványai lelhetők fel.
A közvetlenül határos települések: észak felől Alsónemesapáti és Nemesapáti, kelet felől Nagykapornak, délkelet felől Misefa, dél felől Nemessándorháza, délnyugat felől Nemeshetés, nyugat felől pedig Botfa (Zalaegerszeg része).
Dél felől valójában a legközelebbi település Búcsúszentlászló, mely lakott területe vonatkozásában közelebb fekszik Kisbucsához mindegyik déli irányú szomszédjánál, de a közigazgatási területeik (kevés híján) nem érintkeznek.

### Megközelítése
Közvetlenül az északi határszéle mellett halad el a Balatontól Zalaegerszegen át Nádasdig vezető 76-os főút, ez a legfontosabb közúti megközelítési útvonala. A közelében húzódik továbbá a Pölöske-Alsónemesapáti közötti 7363-as út is, ez a térség délebbre fekvő településeivel kapcsolja össze. Maga a község mindkét út felől egy-egy rövid bekötőúton érhető el: a 76-ostól induló bekötőút országos közútként a 73 225-ös számozást viseli, míg a másik önkormányzati út.
A hazai vasútvonalak közül a Szombathely–Nagykanizsa-vasútvonal érinti, melynek a közelmúltig állomása is volt az északi határszélétől nem messze (Nagykapornak vasútállomás néven, alsónemesapáti területen, de Kisbucsa központjától alig 1 kilométerre, minden más településtől jóval távolabb). 2020 decemberében azonban az állomáson megszűnt a személyforgalom, azóta forgalmi kitérőként üzemel.

## Története
A település több évezredes létét igazolja, hogy a község területén fekvő homokbányában őskori emberi csontokat találtak. A későbbi kutatások során a kőkorszaki leletekre rétegződött kelta maradványokat hoztak felszínre. Bwucha-t, Bucha-t, Buc-ot, Bocha-t először 1268-ban említik az oklevelek. A falu nevének eredete az egyik forrás szerint a Bucsa patak. Más elképzelés szerint bolgár-szláv eredetű, amely a Buda névvel van összefüggésben. Fuxhoffer bencés atya úgy vélte – török nyelvtudása alapján –, hogy a Bucha, Buca nem más, mint egy őshonos szavunk, csak azt mi "Bükk"-nek ejtjük. A mai falu határában feküdt az egykori Szenttamás település, melynek egy részét 1268-ban IV. Béla visszaadta a nemeseknek, később a kiegyezés idején a faluhoz csatolták. A falut XIV. században a Bucsai család, 1401-ben a Besenyő család birtokolta. Ekkor már két Bucsáról írtak: Egyházasbucsa és Pető Bucs. 1482-ben a magvaszakadt Bucsai Mátyás birtokát Egervári László szerezte meg. A XIV. században a két falu külön életet élt, más-más földesurakkal. A század végére mindkettő elpusztult, régi birtokos családjaik kihaltak. 1700-ban egy részét a Perneszi család birtokolta, majd 1848-ig a Horváth család. Birtokaik nagy része összefüggő erdő volt.

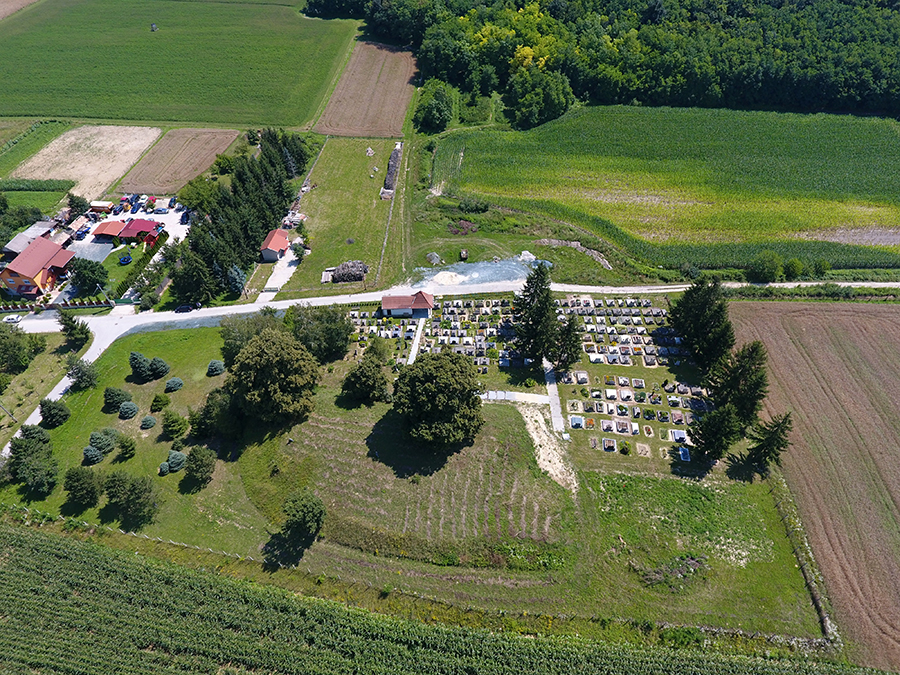
Kisbucsa, a temetődomb légi felvételen

## Közélete

### Polgármesterei
- 1990–1994: Sziva Zoltán (független)[4]
- 1994–1998: Sziva Zoltán (független)[5]
- 1998–2002: Sziva Zoltán (független)[6]
- 2002–2006: Kiss Zsanett (független)[7]
- 2006–2010: Takács Ferenc (független)[8]
- 2010–2014: Takács Ferenc (független)[9]
- 2014–2019: Takács Ferenc (független)[10]
- 2020–2024: Takács Ferenc (független)[11]
- 2024– : Dr. Vér Zsanett (független)[1]

A településen a 2019. október 13-án megtartott önkormányzati választás után, a polgármester-választás tekintetében nem lehetett eredményt hirdetni, szavazategyenlőség miatt. Aznap a 385 szavazásra jogosult lakos közül 283 fő járult az urnákhoz, egyikük érvénytelen szavazatot adott le, az érvényes szavazatok pedig épp fele-fele arányban oszlottak meg a két független jelölt, Takács Ferenc addigi polgármester és egyetlen kihívója, Zabb Annamária között. Az emiatt szükségessé vált időközi választást 2020. február 9-én tartották meg, jóval magasabb választói részvétel mellett, ami pedig Takács Ferencnek kedvezett jobban.

## Népesség
A település népességének változása:
| Lakosok száma | 450  | 470  | 455  | 434  | 412  | 421  | 411  |
|               | 2013 | 2014 | 2015 | 2021 | 2022 | 2023 | 2024 |

A 2011-es népszámlálás idején a nemzetiségi megoszlás a következő volt: magyar 97,9%. A lakosok 64,1%-a római katolikusnak, 2% reformátusnak, 4,26% felekezeten kívülinek vallotta magát (27,1% nem nyilatkozott).
2022-ben a lakosság 91,3%-a vallotta magát magyarnak, 1,2% németnek, 0,7% ukránnak, 0,5% románnak, 0,2-0,2% horvátnak, lengyelnek, örménynek és szlováknak, 3,2% egyéb, nem hazai nemzetiségűnek (8,3% nem nyilatkozott; a kettős identitások miatt a végösszeg nagyobb lehet 100%-nál). Vallásuk szerint 55,3% volt római katolikus, 3,9% református, 0,2% egyéb keresztény, 0,5% egyéb katolikus, 4,6% felekezeten kívüli (35,4% nem válaszolt).

## Nevezetességei
- Csirkehegy
- Halastavak
- Széchenyi-emlékmű (bronzszobor 2010-ből)[15]